# Fundación César Manrique
La Fundación César Manrique (F. C. M.) es una institución cultural privada de la isla de Lanzarote (Canarias, España) que tiene como objetivo la conservación y difusión de la obra del artista canario César Manrique, fundador de la misma. Sus principales áreas de acción son la protección del medio natural, la promoción de las artes plásticas y la reflexión cultural.

## La sede

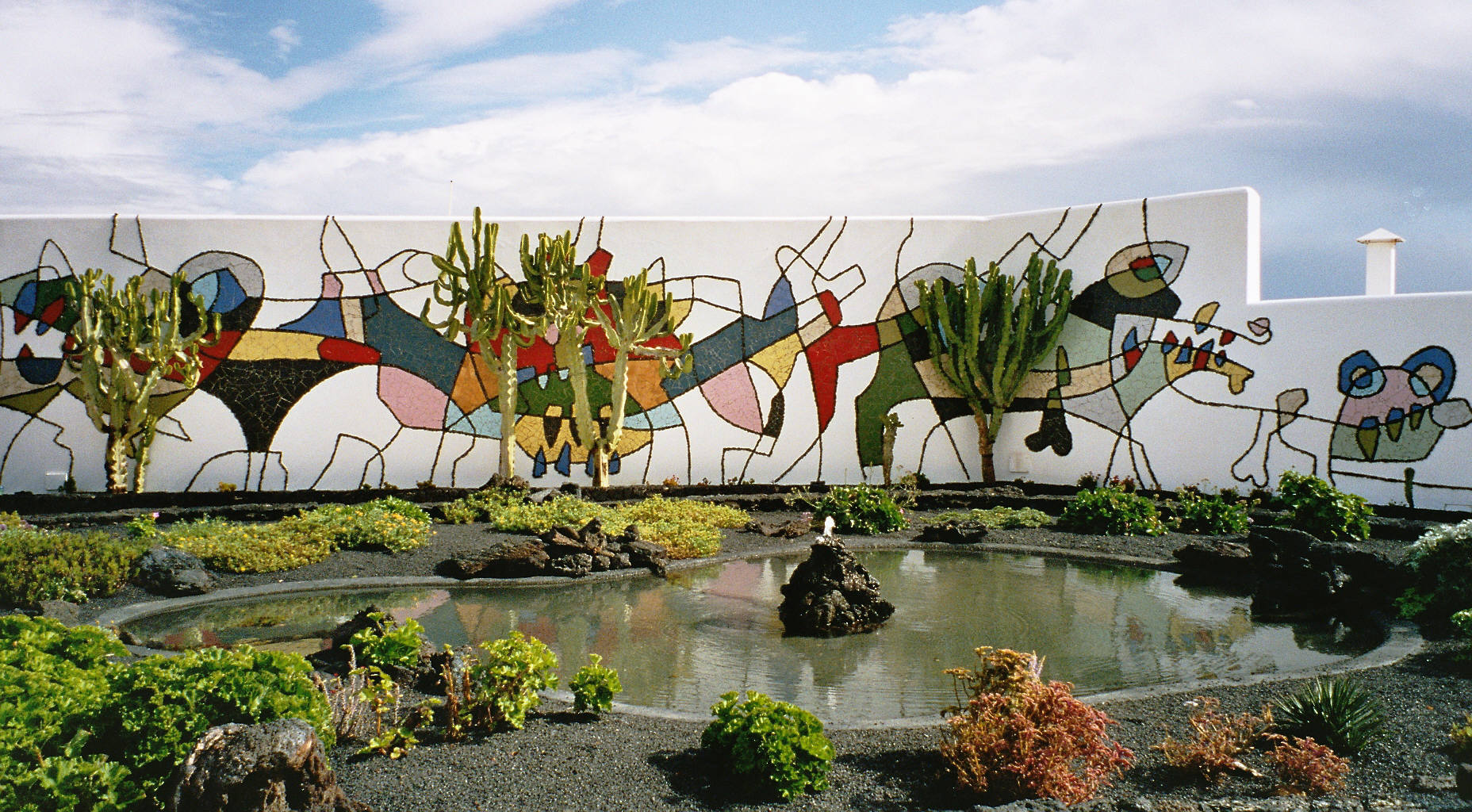
Mural en la sede de la Fundación César Manrique (Taro de Tahiche).

El Taro de Tahiche, sede de la fundación, se sitúa en el municipio de Teguise (Lanzarote, Canarias, España). Fue inaugurado como centro cultural el 27 de marzo de 1992, seis meses antes de la muerte de su fundador. Se trata de la antigua casa del artista lanzaroteño, reconvertida en museo. En él se exponen dos colecciones: una de arte contemporáneo, que pertenecía al fundador, formada mayoritariamente por obras de artistas de su generación (Fondos), y otra representativa de la obra del artista que da su nombre a la institución (Colección Manrique).
El edificio está construido sobre una colada lávica producto de las erupciones que se produjeron en la isla entre 1730 y 1736. Su estilo se inspira en la arquitectura tradicional isleña. Además de la zona construida en superficie existen una serie de habitaciones subterráneas localizadas en el interior de burbujas volcánicas.

## En la cultura popular
- En 2025 la Fundación César Manrique, con su director Alfredo Díaz a la cabeza, fueron los pregoneros de las fiestas de agosto de la Virgen de Candelaria, patrona de Canarias.[1]